# Georges Hosotte
Pour les articles homonymes, voir Hosotte.
George Hosotte, né le 6 juin 1936 à Paris, est un artiste peintre, aquarelliste et lithographe français. Il fit sa renommée internationale avec ses paysages de Bourgogne, représentant notamment les cerisiers en fleurs et les coquelicots, ses personnages, femmes romantiques ou hommes émouvants.

## Biographie
Devenu orphelin à 14 ans, il puise ses ressources dans l'art et son inspiration dans les villages bourguignons, notamment Vézelay et Irancy où il s'installe en 1964 pour se consacrer à la peinture.

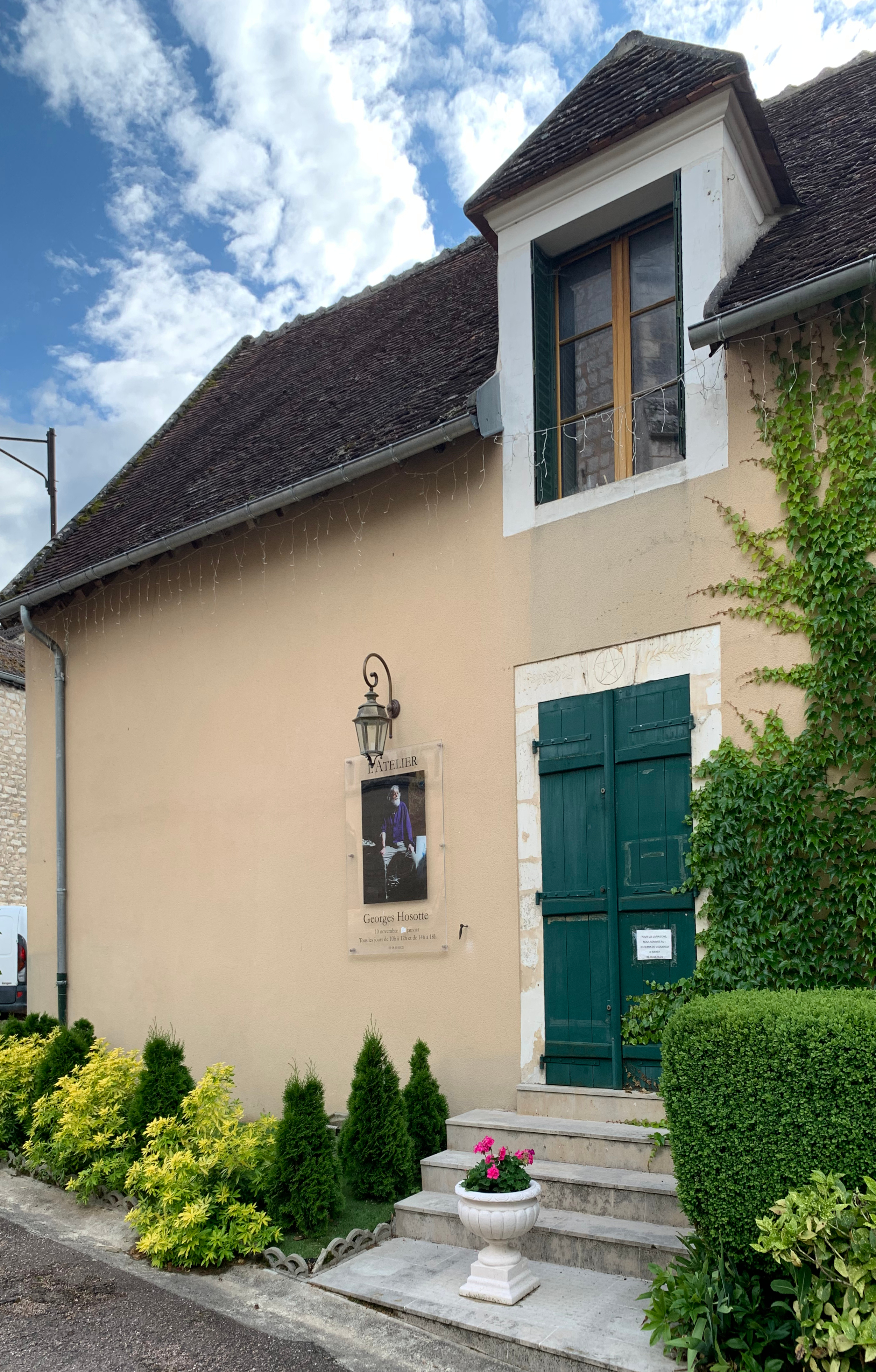
Atelier de Georges Hosotte à Irancy.

### Débuts
Georges Hosotte commence la peinture à 8 ans en tant qu'autodidacte. Il fait ses études à Auxerre, puis travaille à Paris où il fréquente assidûment l'Académie de la Grande Chaumière où il pratique le nu. Parallèlement, il dessine les animaux dans les zoos et fait des compositions abstraites dans sa chambre d'hôtel. Celles-ci sont remarquées par le directeur de l'Art Sacré, le Père Couturier, mais Hosotte refuse l'exposition particulière qu'on lui propose car il ne veut pas « tricher » suivant son expression. Il profite de cette période pour visiter le Louvre, le Musée d'Art Moderne et surtout le Musée Guimet.
Il revient à Auxerre où il est commis d'architecte à mi-temps et fait une première exposition particulière à l'âge de 20 ans et reçoit le prix Lefranc à l’école de dessin d'Auxerre.

### Carrière
Après 28 mois d'armée, il s'installe définitivement à Irancy en 1964. Il est accueilli par Jean Rumeau, directeur de la galerie Saint-Placide à Paris (galerie du Prix de la Critique). Il expose de 1965 à 1968, principalement des aquarelles. C'est en 1965 qu'il revient vivre dans l'Yonne, s'y rapprochant de Michel Pandel et Pierre Jutand.
En 1971, il expose à la galerie Louis Soulanges à Paris.
Avec l'autorisation du professeur en psychiatrie Pierre Scherrer, pendant près de 6 ans, Hosotte exécutera à l'hôpital psychiatrique d'Auxerre de nombreuses aquarelles et des dessins sur le motif et exécutera des toiles par la suite en atelier. Il supprimera beaucoup de celles-ci. En même temps, il peindra sur le motif des aquarelles et des toiles de cerisiers en fleurs qui feront en grande partie sa renommée.
Après avoir exposé à la galerie Vendôme en 1972, il prend un repos forcé et décide en 1973 de quitter son métier de maître d’œuvre en architecture pour se consacrer exclusivement à la peinture. Remarqué au Salon d'Automne par Gilbert et Geneviève Régnard, il expose à la galerie Le Biblion  à Toulouse de 1974 à 1989.
Jean Minet l'intègre à son équipe de peintres en 1974 à la galerie d'art de la place Beauvau à Paris où il réalisera des expositions à thème.
La galerie d'art Saint-Pierre à Vézelay accueille ses œuvres depuis 1990 pour une exposition permanente. Sa peinture est également visible chaque année depuis 1988 à la Chapelle de Bailly (Commune de Saint-Bris-le-Vineux) et depuis 1979 à son atelier d'Irancy.
Il est l'auteur de neuf monographies dont Les élans du cœur (2009) et Une vie d'artiste (2017).

### Mouvement
Hosotte ne se revendique d'aucun mouvement artistique mais admet avoir certaines inspirations : "Je pense être de mon temps, mais je prends une distance le concernant. Je suis au-delà des modes. Le titre du livre "La Mémoire du présent" correspond bien à cette façon de percevoir "la lumière des choses" et cette lumière, c'est celle qui est en nous. Je ne sais pas si je fais partie d'écoles actuelles, mais j'ai des affinités certaines avec plusieurs peintres contemporains à travers leur démarche d'artistes figuratifs comme Michel Ciry, Jean-Claude Bourgeois et d'autres. Je suis donc un chemin côtoyant d'autres pensées, d'autres peintres qui sont chers à mon cœur."
Il résume sa carrière artistique en plusieurs périodes :
"Première période de 16 à 19 ans : Dessins de nus à l'Académie de Paris La Grande Chaumière, et parallèlement à cela, des compositions abstraites dans le style de Pollock que je ne connaissais pas. Dessins d'animaux dans les zoos à Paris.
Deuxième période de 19 à 24 ans : Paysage à l'huile sur le motif. Dessins avec modèle. J'apprenais alors le métier de l'huile avec la Compagnie de Michel Pandel et la fréquentation assidue des musées : Art moderne, Louvre, musée Guimet, surtout à cause des estampes japonaises.
Troisième période de 25 à 37 ans : Dessins de malades mentaux, mais en même temps, découverte des cerisiers à Irancy.
Quatrième période de 37 à 40 ans : Abandon de peinture de malades mentaux pour aller principalement vers le paysage "sublimé", grâce à la rencontre d'Henri Petit : "C'est dans le paysage que tu dois te découvrir et dans le personnage de la campagne". "L'Attente" en est un exemple. Ce fut là la pierre angulaire de mon travail de l'époque.
Cinquième période de 40 à 70 ans : avec pour thème les miroirs : l'eau. Hommage à Gaston Bachelard et à Claude Debussy. Soleil d'hiver. Paysage de neige. La période est particulièrement féconde, de Maulnes à Vézelay, "les chemins des hommes". Les chênes et le paysage du Morvan. Mais aussi les nus : approche de la pensée chez l'homme et la femme. Et puis toujours et toujours les cerisiers en fleurs... !!"

## Expositions personnelles
- Auxerre : musée du Coche d'Eau, Abbaye Saint-Germain, rétrospective 1986.
- Saarlouis : musée Haus Ludwig, 1999, Allemagne.
- Tonnerre : cellier de l'Hôtel-Dieu, rétrospective 1991.
- Pontarlier : musée, rétrospective, 1993.
- Avallon : rétrospective 2009, Salle de la Fabrique.
- Bailly : inauguration du Centre d'art Georges Hosotte à la Chapelle de Bailly, à Saint-Bris-le-Vineux, 1988.
- Vézelay : galerie d'art Saint-Pierre, Exposition permanente depuis 1990.
- Paris :
  - Galerie Saint-Placide en 1965, 1966, 1968.
  - Galerie Soulanges en 1971.
  - Galerie Vendôme en 1971.
  - Galerie d'art de la place Beauvau sur les thèmes suivants:
    - 1975 "Villages de l'Yonne"
    - 1978 "Pays occitan"
    - 1982 "Les Chemins des Hommes"
    - 1984 "Ombres et Lumières de Toscane", préface de Jules Roy
    - 1989 "Les Beaux Jours"
    - 1992 "Miroirs"
- Toulouse : galerie d'art "Le Biblion" en 1974, 1976, 1979, 1980, 1982, 1984, 1987.
- Saintes : galerie Victor Hugo, 2001.
- Montluçon : galerie Bosquet, 1969.
- Nancy : hôtel Concorde, 1980, Galerie Georges de la Tour, 1983.
- Perpignan : galerie de la Main de Fer, 1976.
- Strasbourg : galerie Saint-Pierre le Jeune en 1977, 1979.
- Montpellier : rétrospective Centre Culturel CHU, 2013.
- Sens : Hôtel-de-Ville, 1993, 1995.
- Mulhouse : galerie Jean Marbach, 1983.
- Besançon : galerie Chifflet en 1987, 1988.
- Annemasse : galerie d'art Xarof, 1988.
- Monaco : Forum Art Galleries, 1978.
- Allemagne-Friedrichshaffen : Club franco-allemand, 1960.

## Publications et illustrations
- Monographie De la tête au cœur, par Camille Sautet, préfacée par Henri Vincenot, 1983.
- Hosotte, la mémoire du présent, aquarelles, présenté par Patrick Ravignant, 1986.
- Miroirs, peintures à l'huile, dessins, présenté par Patrice de la Perrière, 1994.
- Les beaux jours, 1989.
- Illustrations pour Hervé Bazin, Yves Frontenac, Henri Petit, Jules Roy.
- Transparences, aquarelles.
- Les eaux dormantes, aquarelles.
- A la croisée des chemins (Patrices de la Perrière), 2003
- La voie du milieu, poèmes de Gérald Henry Vuillien, 2004.
- Les élans du cœur, journal du peintre, 2009.
- Une vie d'artiste, entretien avec Josiane Labaune, 2017.